# Інтубація
Інтубація (деколи ентубація) (від лат. in — всередину та лат. tube — трубка) — медична маніпуляція, що полягає у встановленні трубки в тіло крізь природні отвори.
Прикладами є:

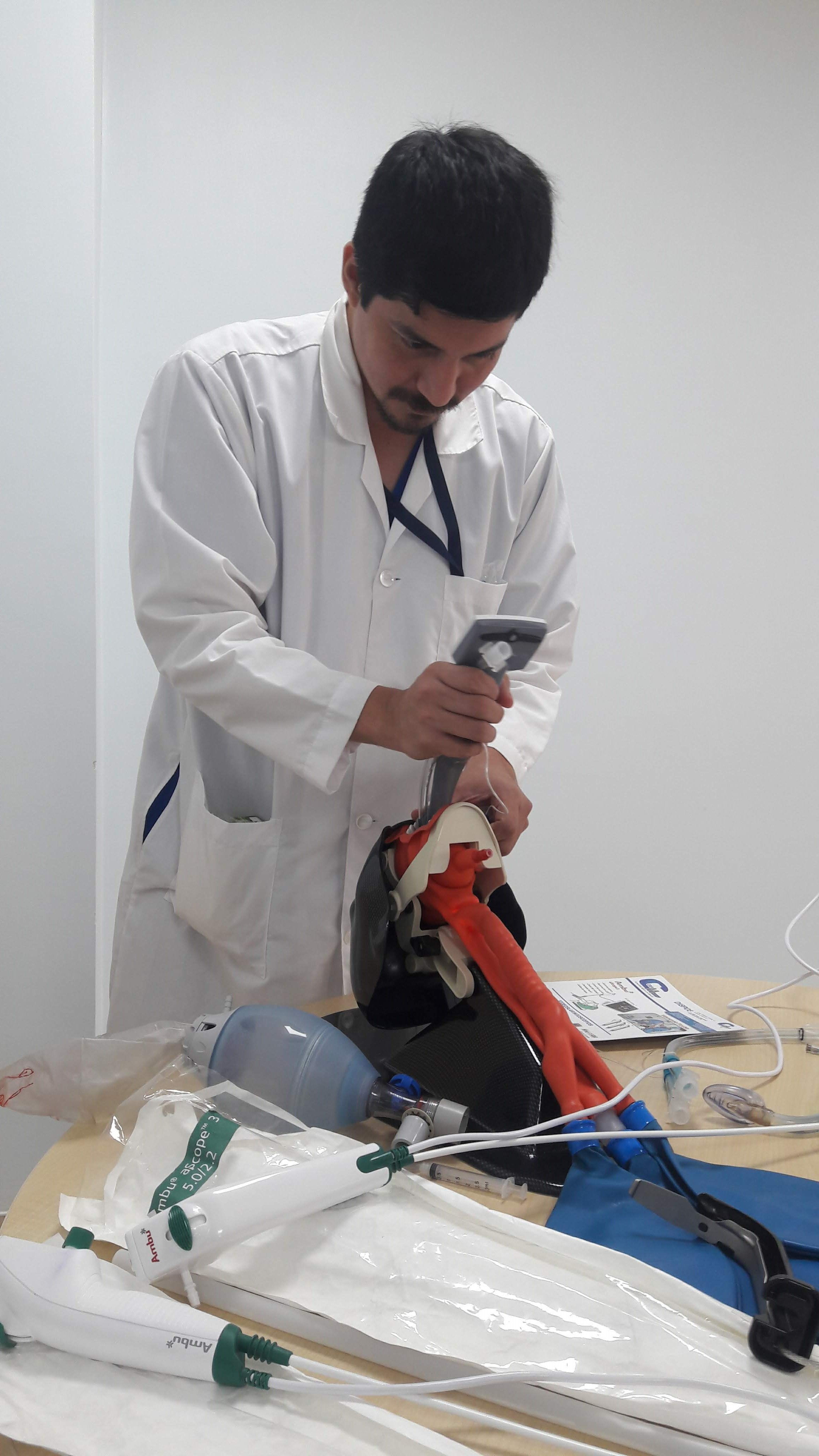
Навчання інтубації трахеї на муляжі

- Інтубація трахеї для проведення штучної вентиляції легень при загальній анестезії, дихальній недостатності, чи для попередження аспірації.
  - Ендобронхіальна інтубація.[2]
- Інтубація для проведення балонної тампонади зондом Сенґстакена — Блекмора.
- Інтубація кишечника при хірургічних втручаннях з приводу кишкової непрохідності, тощо[1].
- Інтубація стравоходу.[3]

Відповідно маніпуляцію по видаленню будь-яких трубок з тіла (наприклад і плевральних дренажів) називають екстубацією (від лат. ex — назовні та лат. tube — трубка).